# Blackground Records
Blackground Records es una discográfica estadounidense fundada en 1993 por el artista y mánager Barry Hankerson y su hijo Jomo Hankerson, que se distribuyen a través de Universal Music Group y Universal Records.

## Artistas notables
- Aaliyah (Cantante, actriz)
- JoJo (Cantante)
- Sebastian
- Timbaland (Productor)
- Toni Braxton (Cantante, compositora y actriz)
- Kali Girls (Banda)
- Nicole Scherzinger (Cantante)
- Shaggy (Cantante)
- Brianna Cara - (Cantante)